# María Gattilusio
María Gattilusio (fallecida después de 1463) fue la consorte del Imperio de Trebisonda, casada con el coemperador de Alejandro Comneno. 
Era hija de Dorino I Gattilusio, señor genovés de Lesbos (1428-1455), y hermana de Domenico Gattilusio, Niccolò Gattilusio y Francesco III Gattilusio; su hermana Caterina Gattilusio se casó en 1441 con el último emperador bizantino y déspota de Morea, Constantino XI Paleólogo. María se casó en 1437 con Alejando Gran Comneno, hermano del emperador Juan IV de Trebisonda. El matrimonio fue concertado para que Alejandro ganara aliados en su lucha contra su hermano. La pareja tuvo un hijo, el futuro emperador Alejo V.
Cuando su esposo fue nombrado coemperador junto con su hermano en 1451, ella se convirtió en co-emperatriz y enviudó en 1459. Al año siguiente, en 1460, falleció su cuñado Juan IV, y su hijo fue entronizado como emperador a la edad de seis años. Su hijo fue depuesto ese mismo año por su tío David.
Con la caída de Trebisonda el 15 de agosto de 1461, el Imperio otomano conquistó todo el Imperio de Trebisonda y toda la antigua familia imperial fue llevada prisionera a Constantinopla. El 1 de noviembre de 1463, todos los miembros varones de la familia —el ex emperador David, sus tres hijos y el hijo de María, el ex emperador Alejo V— fueron ejecutados, mientras que la emperatriz María y la princesa Ana Comneno fueron incorporadas al harén imperial otomano.